# Amborondolo
Amborondolo is een plaats en commune in het noorden van Madagaskar, behorend tot het district Mandritsara, dat gelegen is in de regio Sofia. Tijdens een volkstelling in 2001 telde de plaats 3.991 inwoners.
De plaats biedt enkel lager onderwijs aan. 99,5 % van de bevolking werkt als landbouwer. De belangrijkste landbouwproducten zijn rijst en paprika's; andere belangrijke producten zijn pinda's, suikerriet en maniok. Verder is 0,5% actief in de dienstensector.